# L'amica italiana
L'amica italiana è un romanzo di Giuseppe Pederiali del 1998.
Il libro ha vinto il Premio Frontino Montefeltro e il Premio Fenice-Europa.

## Trama
L'ebreo italiano Luciano Efrati, che collabora con il Centro Simon Wiesenthal, è convinto che Fiorella Castelfranco, una giovinetta del Ghetto di Roma deportata ad Auschwitz nel 1943, si sia salvata dall'Olocausto e a guerra finita sia immigrata in Palestina cambiando nome e senza più contattare i propri famigliari superstiti. Per cercare informazioni su di lei, va a trovare a Vienna Gerta Maurer, che aveva prestato servizio con Fiorella presso la famiglia dell'ufficiale delle SS Walter Mennecke, e parla con lei di una visita di Himmler alla quale Fiorella potrebbe aver assistito. Gerta non smentisce, ma lo esorta a non rimestare tra gli eventi dolorosi del passato. Efrati è poi contattato da un uomo che si spaccia per Gerhard Wippermann, ebreo tedesco che potrebbe portargli ulteriori notizie su Fiorella. Wippermann però non è altri che Mennecke, e dopo aver cenato con Efrati lo fa pugnalare da uno dei suoi sicari.
A Roma, lo scrittore Vittorio Baraldi, che ha scritto un libro sulla collaborazionista Celeste Di Porto, cerca ulteriori spunti per un romanzo e incontra allo scopo Lazzaro Castelfranco, il fratello di Fiorella, assistito dalla sua amica giornalista Corinna. Vittorio e Corinna decidono d'indagare sulla sorte di Fiorella e si recano anch'essi a Vienna per interrogare Gerta Maurer.
Nella capitale austriaca sono accolti dal giornalista loro connazionale Giuseppe Giardino, che si firma Joe Garden e che li conduce in casa di Luciano Efrati, delle cui chivi si è impossessato. La loro opera di perquisizione è però interrotta dall'arrivo della polizia, che li rimanda liberi dopo qualche ora. L'indomani, Vittorio, Corinna e Joe interrogano Gerta Maurer nel pensionato dove vive. L'anziana confida loro che Fiorella potrebbe effettivamente essere ancora viva in Israele, anche se Corinna si domanda perché non abbia più cercato di rimettersi in contatto con i suoi famigliari.
I giornalisti e lo scrittore si recano poi al Centro Simon Wiesenthal per consultare Yehuda Voigt, col quale Efrati collaborava: questi li informa che sarebbe in atto, da parte di movimenti neonazisti europei spalleggiati da qualche facoltoso reduce, un'operazione tesa a negare la veridicità dell'Olocausto, nella quale si potrebbe inquadrare l'omicidio di Efrati. L'automobile di Joe viene poi ritrovata in fiamme e Vittorio e Corinna tornano a Milano, dove si consultano senza successo col giornalista in pensione Clemente Coen. Decidono allora di andare a Silandro, paese natale della moglie di Mennecke, Augusta Zeigner, per cercare delle tracce che li portino all'ex SS. Grazie alla collaborazione del postino Pietro Stamerra, scoprono che la sorelle di Augusta sono ancora vive e intrattengono una relazione epistolare col loro vecchio cognato, che vive nella città argentina di San Carlos de Bariloche. Lì abita anche un amico d'infanzia di Vittorio, Silvano Ronchi, che gli racconta di conoscere Mennecke, che come lui è membro della locale filodrammatica. 
Silvano, messo a parte dei sospetti sulla figura di Mennecke, accetta di collaborare alle indagini. S'intrufola in casa del tedesco con la complicità del suo dipendente Francisco Gerona, e sottrae delle cartacce dal suo cestino. Il fatto viene notato dai vicini, con la conseguenza che Francisco viene ucciso da un sicario e Silvano riceve la visita del capitano di polizia Onorio Beltrami, che lo spaventa al punto da fargli rivelare tutto.
Vittorio e Corinna tornano a Roma, dove, secondo le informazioni carpite da Silvano, Mennecke potrebbe fare tappa sulla via per Gerusalemme. La giornalista ipotizza che Walter Mennecke desideri ritrovare la fanciulla di un tempo non perché questa sia depositaria di segreti che potrebbero rovinarlo, ma perché spinto da una morbosa passione amorosa. L'ex nazista passa in effetti dalla capitale italiana, dove, sotto il falso nome di Pablo Sanchez, incontra il trafficante d'armi Sergej Ametov, dal quale acquista a caro prezzo alcuni documenti. Ametov viene poi trovato morto, probabilmente eliminato da un agente israeliano che era sulle sue tracce. A Vittorio e Corinna non rimane che partire per Israele nel tentativo di prevenire Mennecke. Con l'aiuto di Iael, un'ex compagna di classe della giornalista che fa l'accompagnatrice turistica, cercano di rintracciare Elsa Schelach (così suppongono che si faccia chiamare adesso Fiorella). Tuttavia, sono ancora in ritardo rispetto a Mennecke, che spacciandosi per un giornalista venezuelano ha saputo da Jan Yellinek, il convivente di Elsa, che questa fa la guida volontaria allo Yad Vashem, ed è qui che la trova. Davanti a lei si scioglie in lacrime, chiedendole di venire con lui in Argentina, ma la donna rifiuta. Mennecke viene poi prelevato da due giovani arabi, che si dicono inviati dalla sua stessa organizzazione negazionista, allo scopo di aiutarlo ad espatriare clandestinamente, perché il Mossad sarebbe sulle tracce. Presto però l'anziano comprende che non vogliono aiutarlo ma eliminarlo perché col suo viaggio non autorizzato avrebbe creato problemi all'organizzazione. In una tappa nel deserto riesce a liberarsi dai sicari ma viene morso da un aspide.
Corinna e Vittorio incontrano finalmente Elsa e apprendono da lei che ha già visto Mennecke: la giornalista si rende allora conto che la donna non è Fiorella Castelfranco, ma Adleheid Mennecke, e che in tutti questi anni si era spacciata per la sua amica. Corinna giura che manterrà il suo segreto e scrive un articolo che non pubblica ma che fa leggere a Vittorio, disilludendolo sul fatto che tra di loro sia possibile una storia d'amore.

## Personaggi
- Fiorella Castelfranco: ragazzina ebrea del Ghetto di Roma, deportata ad Auschwitz dove si fa notare nel suonare la fisarmonica. Viene scelta per andare servire in casa dell'ufficiale delle SS Walter Mennecke, per aiutare la figlia Adleheid nella pratica dell'italiano e fungere da esempio che racchiude le qualità negative della razza ebraica in confronto a quella ariana. Segue i Mennecke dopo la chiusura di Auschwitz e viene uccisa in un'incursione aerea americana.
- Luciano Efrati: ricercatore di storia, ebreo di Roma che vive a Vienna dove collabora col centro Wiesenthal.
- Corinna Quintavalle: giornalista trentaquattrenne nativa di Roma. Si firma Ciqu.
- Vittorio Baraldi: scrittore sessantenne, alter ego dell'autore Giuseppe Pederiali, di cui condivide l'età (è sessantenne all'epoca della narrazione) e i lavori letterari (si citano un romanzo su Celeste Di Porto, un romanzo storico ambientato ai tempi di Francesco IV d'Este[2] e la traduzione tedesca de Il drago nella fumana[3]).
- Walter Mennecke: Hauptsturmführer delle SS originario di Monaco di Baviera, incaricato del compito di Blockführer nei campi di sterminio di Auschwitz. Dopo la fine della Seconda Guerra Mondiale si trasferisce in Argentina, dove lavora come rappresentante di case farmaceutiche.
- Augusta Zeigner coniugata Mennecke: moglie del precedente, nativa di Silandro. Negli ultimi giorni di guerra, mentre porta Fiorella in bicicletta al capo di concentramento di Bergen-Belsen per avere una bocca in meno da sfamare, viene falciata dalla mitragliatrice di un aereo americano che l'ha scambiata per un soldato portaordini.
- Adleheid Mennecke detta Heidi: figlia dei precedenti. In seguito alla morte della madre e di Fiorella, si spaccia per quest'ultima con la complicità di Gerta ed emigra in Terrasanta, dove assume il nome di Elsa Schelach. Muore poco tempo dopo i fatti narrati nel romanzo.
- Gerta Maurer: donna internata in quanto testimone di Geova, che diventa poi la governante di casa Mennecke, prima a Chrzanow poi, in seguito alla smobilitazione di Auschwitz, a Uelzen nei pressi di Bergen-Belsen. È lei a togliere Fiorella dal lager. In età avanzata risiede in un pensionato alle porte di Vienna.
- Olga: cuoca polacca di casa Mennecke a Chrzanow.
- Lazzaro Castelfranco: merciaio del Ghetto di Roma, fratello di Fiorella.
- Giuseppe Giardino detto Joe Garden: giornalista italiano, corrispondente da Vienna di un importante giornale. Guida una Citroën 2CV d'epoca che viene distrutta in un attentato intimidatorio, con suo grande dispiacere.
- Yehuda Voigt: funzionario del Centro Simon Wiesenthal, consultato da Vittorio, Corinna e Joe.
- Clemente Coen: giornalista milanese in pensione, per quindici anni corrispondente del «Corriere» da Israele.[4]
- Pietro Stamerra: postino di Silandro, originario della Puglia.
- Silvano Ronchi: amico d'infanzia di Vittorio, nato a Finale Emilia ed emigrato con la famiglia in Argentina all'età di quindici anni, dove ha trovato una certa agiatezza con l'attivita di florovivaista.
- Francisco Gerona detto Maradona: dipendente di Mennecke a San Carlos de Bariloche, ex calciatore. Deve il suo soprannome per la somiglianza fisica col campione argentino.
- Onorio Beltrami: capitano della polizia argentina, di evidente origine italiana, che va far visita a Silvano Ronchi.
- Sergej Ametov: trafficante russo d'armi.
- Naftali Awin: agente del Mossad che segue a Roma Vittorio e Corinna per trovare Ametov ed eliminarlo.
- Iael Osima: ex compagna di classe di Corinna, nata nel Ghetto di Roma ed emigrata in Israele, dove fa l'accompagnatrice turistica.
- Jan Yellineck: sabra nato nel 1936, convivente di Heidi/Elsa nella sua vecchiaia.

## Critica
Il romanzo s'iscrive nella serie di opere dell'autore che hanno come oggetto la storia della Seconda guerra mondiale e dell'Olocausto, come le precedenti I ragazzi di Villa Emma e Stella di Piazza Giudìa. Per il critico e studioso Giovanni Negri, una vicenda tragica come quella in cui si ritrovano le ragazzine protagonista viene presentata con delicatezza e leggerezza e, dal punto di vista della narrazione, passato e presente si compenetrano in un unico tessuto, "nel gioco dell'intreccio proprio del nuovo romanzo storico".

## Edizioni
- Giuseppe Pederiali, L'amica italiana, collana Scrittori italiani, Milano, Mondadori, 1998, ISBN 88-04-44775-3.
- Giuseppe Pederiali, L'amica italiana, Milano, Club degli Editori, 1998.